# International Challenger Quanzhou 2017

El torneo International Challenger Quanzhou 2017 fue un torneo profesional de tenis. Pertenece al ATP Challenger Series 2017. Se disputará su 1ª edición sobre superficie dura, en Guangzhou, China entre el 20 al el 25 de marzo de 2017.

## Jugadores participantes del cuadro de individuales
| Favorito | País                     | Jugador             | Rank1 | Posición en el torneo |
| -------- | ------------------------ | ------------------- | ----- | --------------------- |
| 1        | Bandera de Japón         | Yūichi Sugita       | 115   | Primera ronda         |
| 2        | Bandera de Corea del Sur | Lee Duck-hee        | 135   | Cuartos de final      |
| 3        | Bandera de Italia        | Luca Vanni          | 139   | Primera ronda         |
| 4        | Bandera de Eslovenia     | Blaž Kavčič         | 147   | Segunda ronda         |
| 5        | Bandera de Alemania      | Maximilian Marterer | 152   | Semifinales           |
| 6        | Bandera de Italia        | Thomas Fabbiano     | 161   | CAMPEÓN               |
| 7        | Bandera de Bielorrusia   | Uladzimir Ignatik   | 163   | Cuartos de final      |
| 8        | Bandera de España        | Enrique López-Pérez | 172   | Primera ronda         |

- 1 Se ha tomado en cuenta el ranking del 6 de marzo de 2017.

### Otros participantes
Los siguientes jugadores recibieron una invitación (wild card), por lo tanto ingresan directamente al cuadro principal (WC):
- Bai Yan
- Te Rigele
- Xia Zihao
- Zhang Zhizhen

Los siguientes jugadores ingresan al cuadro principal tras disputar el cuadro clasificatorio (Q):
- Matteo Berrettini
- Hubert Hurkacz
- Andrea Pellegrino
- Lorenzo Sonego

## Campeones

### Individual Masculino
- Thomas Fabbiano derrotó en la final a  Matteo Berrettini, 7–6(5), 7–6(7)

### Dobles Masculino
- Hsieh Cheng-peng /  Peng Hsien-yin derrotaron en la final a  Andre Begemann /  Aliaksandr Bury, 3–6, 6–4, [10–7]